# Sula (zoologia)
Sula Brisson, 1760 è un genere di uccelli marini della famiglia dei Sulidi.

## Descrizione
Le specie del genere Sula sono dei grossi e caratteristici uccelli marini dalle corte, e spesso variopinte zampe palmate, lunghe e strette ali appuntite, corpo aerodinamico a forma di sigaro, e forte becco conico ben adattato ad afferrare prede sguscianti e scivolose.

## Biologia
Per catturare i pesci di cui si cibano effettuano spettacolari tuffi da grande altezza, lasciandosi cadere sulla verticale con le ali parzialmente richiuse. Nidificano generalmente su piccole isole rocciose, formando straordinarie, affollatissime colonie nelle quali tutti i nidi, difesi dai proprietari a suon di becco, risultano disposti l'uno accanto all'altro, ma tutti egualmente spaziati, sì da punteggiare il suolo, se visti da lontano, in modo sorprendentemente regolare e uniforme.

## Distribuzione e habitat
Tre specie del genere Sula sono molto diffuse. La sula fosca (S. leucogaster) è presente sia nell'Atlantico (dalle Antille alla costa africana) che nel Pacifico, dove si spinge a sud fino all'Australia. La sula piedirossi (S. sula) e la sula mascherata (S. dactylatra) hanno una distribuzione simile alla precedente e si trovano anche nell'oceano Indiano. Malgrado le somiglianze esistenti fra di loro, le tre specie non sono in competizione per il cibo, poiché pescano in zone diverse catturando tipi differenti di pesce. Altre tre specie di Sula nidificano sulle isole al largo della costa occidentale del Sudamerica: sono la sula piediazzurri (S. nebouxii), la sula di Nazca (S. granti) e la sula del Perù (S. variegata). Inoltre esiste la (S. bassana ) che vive nell'Atlantico settentrionale orientale, con la particolarità di svernare anche nel Mediterraneo occidentale.

## Tassonomia
I membri di questo genere sono strettamente imparentati con quelli del genere Morus, anch'essi precedentemente classificati nel genere Sula. Anche la rarissima sula di Abbott (Papasula abbotti) veniva inclusa in Sula, ma viene attualmente inserita in un genere monotipico molto antico, più strettamente imparentato con Morus.
Il genere Sula comprende le seguenti specie:
- Sula dactylatra Lesson, 1831 - sula mascherata
- Sula granti Rothschild, 1902 - sula di Nazca
- Sula leucogaster (Boddaert, 1783) - sula fosca
- Sula nebouxii Milne-Edwards, 1882 - sula piediazzurri
- Sula sula (Linnaeus, 1766) - sula piedirossi
- Sula variegata (Tschudi, 1843) - sula del Perù